# Kreuzkapelle (Blankenheim)

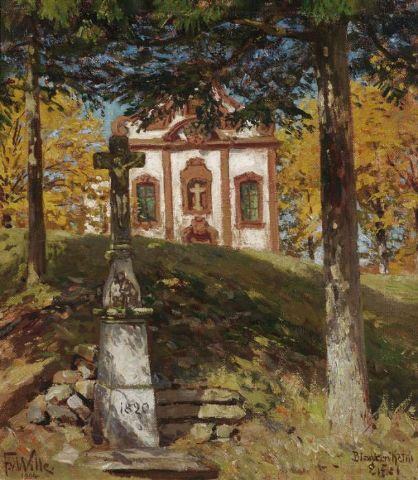
Gemälde von Fritz von Wille, die Kreuzkapelle

Die Kreuzkapelle ist ein denkmalgeschütztes Kirchengebäude in Blankenheim, einer Gemeinde im Kreis Euskirchen (Nordrhein-Westfalen).

## Geschichte und Architektur
Die ehemalige Wallfahrtskapelle ist heute die Hauskapelle eines Altenheimes. Der Rokokobau aus verputztem Bruchstein wurde von 1773 bis 1780 durch Ludwig Reichsgraf von Manderscheid-Blankenheim-Gerolstein als Sühnekapelle anlässlich des Todes seiner dritten Ehefrau errichtet. 1781 wurde sie auf den Titel des Hl. Kreuzes geweiht. Der Bau auf einem geschweiften kreuzförmigen Grundriss steht auf einem Hügel. Ein Serpentinenweg mit sieben Fußfällen führt hinauf. Die Eingangsfront mit Volutengiebel ist in rotem Sandstein gegliedert und von einem schmiedeeisernen Glockenstuhl bekrönt. Die Altäre von 1824 sind in späten Rokokoformen gehalten. Im Innenraum dominieren weiße Stuckornamente auf lichtgelbem Grund. Es wurde eine Spiegeldecke eingezogen, der originale Sandsteinplattenfußboden ist erhalten.